# District d'Aktogaï (oblys de Pavlodar)
Le district d'Aktogaï  (en kazakh : Ақтоғай ауданы est un district de l'oblys de Pavlodar, situé au nord du Kazakhstan.

## Géographie
Le centre administratif du district est la ville d'Aktogaï.

## Démographie
En 2013, le district a une population de 13 735 habitants.